# Ce que le jour doit à la nuit (film)
Pour Le roman, voir Ce que le jour doit à la nuit.
Pour plus de détails, voir Fiche technique et Distribution.
Ce que le jour doit à la nuit est un film français réalisé par Alexandre Arcady tiré du roman du même nom de l'écrivain algérien Yasmina Khadra. En France et en Belgique, il est sorti le 12 septembre 2012.
Inspirée de faits réels, l'histoire parcourt l'Algérie des années 1930 aux années 1960, racontant le destin de Younes, jeune Algérien élevé comme un européen par son oncle. Il traverse les tragédies vécues par son pays, dont l'attaque de Mers el-Kébir et la guerre d'Algérie, sur un fond d'histoire d'amour impossible.

## Synopsis
La famille de Younès possède des champs de blé dans l'arrière-pays oranais. Peu avant la récolte qui s'annonce abondante, les cultures sont incendiées par les hommes de main du cheikh local, à qui la famille doit de l'argent. Ne pouvant honorer la dette, elle est expropriée par l'administration coloniale au profit du cheikh.
Ruinés et désormais sans terre, ces paysans migrent vers la grande ville proche, Oran, où le père, Issa, va exercer divers métiers harassants contre des salaires de misère. Éreinté physiquement et psychologiquement, Issa se résigne à confier son fils Younes à Mohamed, son frère aîné, pharmacien notoire d'Oran, avec qui il n'a plus de lien parce que ce dernier est marié à une professeure de piano pied-noire, Madeleine.
Rebaptisé Jonas par Madeleine, Younès est chaleureusement accueilli par son oncle et sa tante qui demeureront sa seule famille, après la mort de sa mère et de sa sœur lors de l'attaque de Mers el-Kébir et après la disparition de son père qui sombrera dans l'alcoolisme.
Repéré pour ses opinions indépendantistes, Mohamed, quoique pacifiste, est harcelé  par la police française. Pour échapper à l'injuste opprobre, il décide de quitter Oran avec sa famille et de s'installer à Rio Salado, petite ville de l'Oranais à forte population d’européens (d'origine espagnole pour la majorité d'entre eux), qui l'accueille avec une cordiale bienveillance. Le pharmacien y reconstruit sa vie et sa dignité. Jonas devient ami avec trois enfants de cette communauté, Jean-Christophe, Fabrice, et Simon.
Après des années, Jonas retrouve son amour d'enfance Émilie, mais il a eu une liaison avec la mère de celle-ci sans savoir que c'était la mère de son unique amour depuis l'enfance. Cette dernière lui avait fait promettre de ne pas s'approcher de sa fille sinon elle révélerait leur liaison. Pour tenir sa promesse il est resté loin de son amour, et cette dernière a fini par épouser un des amis de Jonas avec qui elle a eu un enfant, mais elle a perdu son mari pendant la guerre.
Après l’indépendance, alors que les Français étaient obligés de quitter l'Algérie pour rentrer en France, Jonas a demandé à Émilie de rester avec lui en Algérie mais elle a refusé. Émilie est alors rentrée avec son fils et le reste de ses amis.
Jonas a été séparé de ses amis parce qu'ils n'ont plus le droit de rentrer en Algérie, mais ils sont toujours restés en contact.
Après des années de séparation, Jonas décide de venir en France rendre visite à ses amis, cependant c'est trop tard parce qu'Émilie est morte. Elle lui a laissé une lettre d'adieu qu'il lit en allant voir sa tombe.
Le film se termine par une citation issue du roman de Yasmina Khadra : « Celui qui passe à côté de la plus belle histoire de sa vie n'aura que l'âge de ses regrets et tous les soupirs du monde ne sauraient bercer son âme ».

## Fiche technique
- Réalisation : Alexandre Arcady
- Scénario : Alexandre Arcady et Daniel Saint-Hamont d'après le roman de Yasmina Khadra
- Musique : Armand Amar[2], Idir
- Photographie : Gilles Henry
- Ratio : 2,35:1 - Son : dts 5.1
- Sociétés de production : Alexandre Films, Les Films du Jasmin, Be Films
- Sociétés de distribution : Wild Bunch, Studio 37
- Lieu de tournage : Tunisie, Algérie, France
- Budget : 13 170 000 euros[3]
- Durée : 159 minutes
- Date de sortie : France, Belgique : 12 septembre 2012[4],[5]

## Distribution
- Fu'ad Aït Aattou : Younès/Jonas (adulte)
- Nora Arnezeder : Émilie Cazenave (adulte)
- Anne Parillaud : Madame Cazenave
- Vincent Perez : Juan Rucillio
- Mohamed Fellag : Mohamed
- Anne Consigny : Madeleine
- Nicolas Giraud : Fabrice
- Matthias Van Khache : Simon Benyamin/Michel adulte
- Olivier Barthélémy : Jean-Christophe
- Matthieu Boujenah : Dédé
- Marine Vacth : Isabelle Rucillio (adulte)
- Tayeb Belmihoub : Issa
- Iyad Bouchi : Younès (enfant)
- Jean-Francois Poron : Younès à 70 ans
- Jacques Frantz : Jean-Christophe à 70 ans
- Salim Kechiouche : Jelloul
- Stefan Godin :  le commandant de gendarmerie
- Fares Landoulsi